# Caryanna Reuven
Irantzu Tato Rodrigo, conocida por su pseudónimo Caryanna Reuven, (Baracaldo, 1978) es una escritora española de ciencia ficción y fantasía. Fue finalista de los premios Ignotus en 2022 con su novela Innombrable y su cuento Sentir lo suficiente.

## Trayectoria
Se licenció en Bioquímica por la Universidad del País Vasco en 2001. Posteriormente, se doctoró en Biología Molecular por la Universidad de Cantabria en 2006 con la tesis titulada TrwB: Un motor molecular implicado en el transporte del DNA durante la conjugación bacteriana. Tras varios años de docencia e investigación, desde 2013 trabaja en el sector farmacéutico.
Paralelamente a su formación como bioquímica y bióloga molecular, Reuven escribe obras de ciencia ficción y fantasía desde 2013. Aunque sus géneros principales son la ciencia ficción y la fantasía, también ha practicado el género del terror y el humor literario ocasionalmente. Su primera novela, Sueños rotos, fue autopublicada en 2015 y para firmarla adoptó como pseudónimo el nombre de uno de sus personajes de un juego de rol.
En 2015, se convirtió en miembro del colectivo de autoeditores NEUH, cuyas siglas significan "No Es Un Hobby"  y que está formado por un grupo de autores que trabajan conjuntamente para mejorar las condiciones de venta de sus publicaciones. Desde entonces, ha publicado varias novelas con las editoriales Cerbero, Crononauta e Insomnia, y varios de sus relatos han aparecido en revistas y antologías, como Para el Maestro (historias en honor de Terry Pratchett), Actos de F.E. o la revista internacional Supersonic Magazine.

## Reconocimientos
En 2022, su novela Innombrable y su cuento Sentir lo suficiente fueron finalistas de los premios Ignotus. 

## Obra

### Novelas y novelettes
- 2015 - Sueños rotos. Autopublicado
- 2018 - Proyecto Alfa. Autopublicado
- 2019 - I.O. Vitae. Editorial Cerbero. ISBN 978-84-12-07221-1
- 2020 - Rūha|Alma. Editorial Cerbero. ISBN 978-84-12-10323-6
- 2021 - Innombrable. Editorial Crononauta. ISBN 978-84-12-05999-1
- 2022 - Sueños de Dragón (Las Guerras de Bakán 1). Editorial Insomnia. ISBN 9788419217073

### Colecciones
- 2016 - Horizonte 6 (contiene los cuentos Encélado, El último viaje de 'La Dama', Humanidad y Otro Horizonte). Autopublicado

### Relatos aparecidos en revistas y antologías
- Para el Maestro. Historias en honor de Terry Pratchett: Sangre en sus manos
- I Premio Ripley: Los límites del cielo
- Terroríficas I: La niña roja
- Alucinadas IV: In memoriam
- Actos de F.E.: Aquí empieza todo
- La otra fantasía medieval: El peso de la lanza
- Supersonic Magazine nº 11 (julio 2018): El recuerdo de un nombre
- Monstruosas: Alas del viento
- NEUHopepunk